# Jackie Kay
Jacqueline Margaret Kay (nascida em 9 de novembro de 1961, na Escócia) é uma poetisa, dramaturga e romancista escocesa, conhecida por suas obras Other Lovers (1993), Trumpet (1998) e Red Dust Road (2011). Jacqueline Kay ganhou muitos prêmios, incluindo o Guardian Fiction Prize, em 1998, e o Scottish Mortgage Investment Trust Book of the Year Award, em 2011.
De 2016 a 2021, Jackie Kay foi a Makar, o poeta laureado da Escócia. Ela foi chanceler da Universidade de Salford, na Inglaterra, entre 2015 e 2022.

## Infância e educação
Jackie Kay nasceu em Edimburgo, capital da Escócia, em 1961, filha de mãe escocesa e pai nigeriano . Ela foi adotada ainda bebê por um casal escocês branco, Helen e John Kay, e cresceu em Bishop Briggs, um subúrbio de Glasgow, na Escócia. Eles adotaram Jackie em 1961, tendo já adotado seu irmão, Maxwell, cerca de dois anos antes. Jackie e Maxwell também têm irmãos que foram criados por seus pais biológicos.
Seu pai adotivo trabalhava para o Partido Comunista em tempo integral e se candidatou a membro do Parlamento, e sua mãe adotiva era a secretária escocesa da Campanha pelo Desarmamento Nuclear. Quando criança, Jackie Kay sofreu racismo de crianças e professores na escola. John Kay, seu padrasto, morreu em 2019, aos 94 anos.
Quando adolescente, Jackie Kay trabalhou como faxineira para David Cornwell - que escreveu sob o pseudônimo de John le Carré - por quatro meses. Ela recomendou o trabalho de limpeza para aspirantes a escritores, dizendo: "É ótimo... Você está ouvindo tudo. Você pode ser um espião, mas ninguém pensa que você está roubando alguma coisa." Cornwell e Kay se encontraram novamente em 2019; ele se lembrava dela e a estava seguindo.
Em agosto de 2007, Jackie Kay foi tema do quarto episódio da série The House I Grew Up In, da BBC Radio 4, no qual ela falou sobre sua infância.

## Carreira
Inicialmente nutrindo ambições de ser atriz, ela decidiu se concentrar em escrever depois que Alasdair Gray, um artista e escritor escocês, leu sua poesia e disse que escrever era o que ela deveria fazer. Ela estudou inglês na Universidade de Stirling, na Escócia, e seu primeiro livro de poesia, o parcialmente autobiográfico Os Papéis da Adoção, foi publicado em 1991 e ganhou o Saltire Society Scottish First Book Award e um Scottish Arts Council Book Award em 1992. É uma coleção de poesia multifacetada que lida com identidade, raça, nacionalidade, gênero e sexualidade, a partir das perspectivas de três mulheres: uma criança birracial adotada, sua mãe adotiva e sua mãe biológica. Seus outros prêmios incluem o Somerset Maugham Award de 1994 por Other Lovers, e o Guardian Fiction Prize por Trumpet, inspirado na vida do músico de jazz americano Billy Tipton, um homem transgênero.
Em 1997, Kay publicou uma biografia da cantora de blues Bessie Smith; que foi relançada em 2021. Uma versão resumida lida pela autora figurou como Livro da Semana da BBC Radio 4 na última semana de fevereiro de 2021.
Kay escreve extensivamente para o palco (em 1988, sua peça Twice Over foi a primeira de uma escritora negra a ser produzida pelo Gay Sweatshop Theatre Group), para a tela e para as crianças. Seu drama The Lamplighter é uma exploração do tráfico atlântico de escravos. Foi transmitido pela BBC Radio 3, em março de 2007, produzido por Pam Fraser Solomon, durante uma temporada, marcando o bicentenário do Ato contra o Comércio de Escravos de 1807, e foi publicado em forma impressa como um poema, em 2008.
Em 2010, Kay publicou Red Dust Road, um relato de sua busca por seus pais biológicos, que se conheceram quando seu pai era estudante na Universidade de Aberdeen e sua mãe enfermeira. O livro foi adaptado para os palcos por Tanika Gupta e estreou em agosto de 2019 no Festival Internacional de Edimburgo, em uma produção do National Theatre of Scotland e HOME, no Royal Lyceum Theatre, em Edimburgo.
Atualmente, é Professora de Escrita Criativa na Universidade de Newcastle, e Cultural Fellow na Universidade Caledônia de Glasgow. Jack Kay mora em Manchester. Ela participou do projeto Sixty-Six Books de 2011 do Bush Theatre, sua peça sendo baseada no livro de Esther da Bíblia King James. Em outubro de 2014, foi anunciado que ela havia sido nomeada chanceler da Universidade de Salford e que seria a "escritora residente" da universidade a partir de 1º de janeiro de 2015.
Em março de 2016, Kay foi anunciada como a próxima Scots Makar (poeta nacional da Escócia), sucedendo Liz Lochhead, cujo mandato terminou em janeiro de 2016.
Ela foi nomeada Membro da Ordem do Império Britânico (MBE) nas Honras de Aniversário de 2006 por serviços prestados à literatura, e Comandante da Ordem do Império Britânico (CBE) nas Honras de Ano Novo de 2020, novamente por serviços prestados à literatura. Jack Kay foi indicada pela BBC como uma das 100 mulheres mais inspiradoras do mundo, em 2020.

## Vida pessoal
Jack Kay é lésbica. Aos vinte anos deu à luz um filho, Matthew (cujo pai é o escritor Fred D'Aguiar), e, mais tarde, teve um relacionamento de 15 anos com a poetisa Carol Ann Duffy. Durante esse relacionamento, Duffy teve uma filha, Ella, cujo pai biológico é o também poeta Peter Benson.

## Prêmios e honras
- 1991: Prêmio Eric Gregory
- 1992: Primeiro livro escocês do ano, The Adoption Papers
- 1994: Prêmio Somerset Maugham, Outros Amantes
- 1998: Guardian Fiction Prize, Trompete
- 2000: Prêmio Literário Internacional de Dublin (shortlist), Trompete
- 2003: Prêmio Cholmondeley
- 2006: MBE, Serviços de Literatura.[36]
- 2007: British Book Awards deciBel Escritor do Ano
- 2009: Livro Escocês do Ano (shortlist), The Lamplighter
- 2011: Livro Escocês do Ano (shortlist), Fiere
- 2011: Costa Book Awards (shortlist), Fiere
- 2011: Prêmio PEN/Ackerley (shortlist), Red Dust Road
- 2011: Prêmio Livro do Ano da Scottish Mortgage Investment Trust, Red Dust Road.[37]
- 2016: Eleita membro da Royal Society of Edinburgh.[38]
- 2016: Makar Escocês
- 2020: CBE, Serviços à Literatura.[39]

## Trabalhos selecionados
- Os papéis de adoção, Bloodaxe Books, 1991, ISBN 9781852241568 (poesia)
- Outros Amantes, Bloodaxe Books, 1993, ISBN 9781852242534 (poesia)
- Off Color, Bloodaxe Books, 1998, ISBN 9781852244200 (poesia)
- Trompete (ficção – 1998); Random House Digital, Inc., 2011, ISBN 9780307560810
- A rã que sonhou ser uma cantora de ópera, Bloomsbury Children's Books, 1998, ISBN 9780747538660
- Two's Company, Puffin Books, 1994, ISBN 9780140369526
- Bessie Smith (biografia – 1997), Faber & Faber, 2021, ISBN 978-0571362929
- Por que você não para de falar (ficção – 2002); Pan Macmillan, 2012, ISBN 9781447206729
- Strawgirl, Macmillan Children's, 2002, ISBN 9780330480635
- Máscara de vida, Bloodaxe Books, 2005, ISBN 9781852246914 (poesia)
- Wish I Was Here (ficção – 2006); Pan Macmillan, 2012, ISBN 9781447206736
- Darling: Poemas Novos e Selecionados, Livros Bloodaxe, 2007, ISBN 9781852247775 (poesia)
- O Lamplighter, Bloodaxe Books, 2008, ISBN 9781852248048 (poesia/rádio)
- Vermelho Cherry Red, Bloomsbury Publishing Plc, 2007, ISBN 9780747589792
- Maw Broon Monologues (2009) (selecionado para o Prêmio Ted Hughes de Novo Trabalho em Poesia)
- Red Dust Road: An Autobiographical Journey. [S.l.]: Atlas and Company. 2011. ISBN 9781935633358. Jackie Kay. (memória)
- Fogo, Pan Macmillan, 2011, ISBN 9781447206576 (poesia)
- Realidade, Realidade, Pan Macmillan, 2012, ISBN 9781447204404
- A Loja Empática, Mariscat Press, 2015, ISBN 9780946588794 (poesia)
- Bantam, Pan Macmillan, 2017, ISBN 9781509863174

Outras poesias usadas no GCSE Edexcel Syllabus:
- Brendon Gallacher
- lucozade
- Amarelo